# Dámaso Gómez
Dámaso Gómez Díaz plus connu sous le nom de « Dámaso Gómez » né le 1er avril 1930 à Madrid, est un matador espagnol.

## Présentation
Il revêt l'habit de lumière pour la première fois en 1947, à  Lillo (Espagne, province de Tolède). Sa première novillada piquée a lieu à Madrid où il se révèle élégant novillero.
À Barcelone, il prend son alternative le 25 mai 1953, avec pour parrain Julio Aparicio, et pour témoin Manolo Vázquez  devant le taureau Bombero de l'élevage Alicio Tabernero de Paz. Il confirme le  6 juin 1954 à Madrid avec pour parrain, Rafael Ortega, devant le toro Maravilla de l'élevage de Eusebia Galache de Cobaleda.

## Style
À la fois courageux et classique, il s'impose avec grâce. Son toreo est précis, ce qui lui permet d'affronter les fauves les plus difficiles avec une grande lucidité. Réputé pour son pundonor et excellent banderillero, il ne connaît pas de périodes de désaffection du public.
Un geste l'a rendu célèbre : lors de la Feria de Abril à Séville à laquelle assistait Jean Cocteau, il a présenté son trophée au poète en le portant dans sa montera. Jean Cocteau a fait de son personnage un des protagonistes de son roman La Corrida du 1er mai. Celle à laquelle il avait assisté avec Dámaso Gómez se déroulait précisément le 1er mai. Quelques jours plus tard, le torero prenait son alternative.
Il a mis fin à sa carrière avant de faire « la corrida de trop ».